# Соколово (Щолковський міський округ)
Соколо́во (рос. Соколово) — присілок у складі Щолковського міського округу Московської області, Росія.

## Населення
Населення — 307 осіб (2010; 203 у 2002).
Національний склад (станом на 2002 рік):
- росіяни — 94 %